# Hermanos Faddoul
Los hermanos Faddoul fueron tres jóvenes venezolanos, hijos de un empresario canadiense de origen libanés, que fueron secuestrados el 23 de febrero de 2006 en Caracas, junto con su chófer Miguel Rivas. Los cuerpos de los cuatro posteriormente fueron encontrados el 4 de abril de 2006. El asesinato de los hermanos causó indignación a nivel nacional y una ola de protestas en Caracas en contra de la inseguridad en Venezuela.

## Secuestro
Los hermanos Faddoul, Jason, Kevin y John Bryan Faddoul, de 12, 13 y 17 años respectivamente, fueron secuestrados al amanecer del 23 de febrero de 2006 cuando su chófer Miguel Rivas los llevaba a su colegio, Nuestra Señora del Valle. Individuos vestidos con el uniforme de la Policía Metropolitana de Caracas improvisaron un puesto policial en Vista Alegre. Al día siguiente, los secuestradores llamaron a la familia Faddoul y les exigieron 10 000 millones de bolívares (US$ 4,5 millones). La fiscal asignada al caso confirmó que el comando de la Policía Metropolitana no había asignado ningún puesto policial en la urbanización el día que se realizó el secuestro.
A finales de marzo el padre de los hermanos, Hanna Faddoul, recibió la llamada de uno de los secuestradores, quien le informó que la suma del rescate había sido reducida a 700 millones de bolívares. Luego de reunir parte del rescate, 500 millones de bolívares, el hermano de Gladys Diab de Faddoul, José Diab, fue el encargado de entregar la suma del rescate. Por diversas razones, la entrega del dinero y el rescate de los hermanos Faddoul fracasó: Diab se trasladó hasta el sitio acordado seguido por funcionarios policiales ocultos; los delincuentes se dieron cuenta de la operación policial y abortaron el intercambio.

## Reacciones
El 31 de marzo más de 500 alumnos y profesores de cuatro colegios de las urbanizaciones Vista Alegre y Bella Vista marcharon en dichas urbanizaciones para protestar por el secuestro y exigiendo al gobierno nacional más atención al caso. El 2 de abril, centenares de personas caminaron desde Quebrada Honda hasta la Iglesia La Chiquinquirá para participar en una misa realizada por el entonces cardenal Jorge Liberato Urosa Savino, antes de que se conociese sobre el asesinato de los hermanos. El 4 de abril, agentes de la policía municipal de Yare encontraron los cadáveres con disparos de escopeta en la cabeza y abandonados en una zona boscosa de San Francisco de Yare. El ministro del Interior y Justicia, Jesse Chacón, ofreció una declaración casi a la medianoche para expresar su pésame a la familia de las víctimas:
«Lamentamos profundamente que, a pesar de los esfuerzos realizados por tantas personas, no hayamos podido evitar este crimen abominable».
Al día siguiente, estudiantes de la Universidad Católica Andrés Bello y de la Universidad Central de Venezuela bloquearon vías principales. También hubo protestas frente a la Universidad Monteávila, la Universidad Metropolitana y en la avenida Francisco de Miranda; otras vías colapsadas por las protestas fueron la avenida Baralt y la avenida Urdaneta, frente al Ministerio del Interior y Justicia, donde los manifestantes exigieron justicia por el asesinato de los hermanos Faddoul y de Miguel Rivas.
El fotógrafo Jorge Aguirre, de la Cadena Capriles, recibió un disparo en el pecho por un supuesto efectivo policial motorizado mientras cubría la protesta en la UCV. Por la tarde, estudiantes universitarios y vecinos del Municipio Chacao se congregaron en la Plaza Francia para realizar una vigilia por el asesinato de los adolescentes. Una hora después decidieron trasladarse hasta la autopista Francisco Fajardo para manifestarse, pero la Guardia Nacional Bolivariana no se los permitió. Otras ciudades en las que hubo protestas fueron las ciudades de Valencia, Maracay, Puerto Ordaz, Lechería, San Cristóbal, Mérida y Porlamar, en las cuales se exige la renuncia de Jesse Chacón y del fiscal general Isaías Rodríguez.

## Responsables
Durante el mes de marzo de 2006, el Cuerpo de Investigaciones Científicas, Penales y Criminalísticas realizó una investigación de efectivos de la Policía Metropolitana, señalados como responsables por algunos testigos. El 6 de abril fue arrestada Julia Charte, encargada de alimentar a los hermanos durante el tiempo que permanecieron secuestrados. El testimonio de Charte condujo a una serie de allanamientos que culminaron con la detención de casi veinte personas, de las cuales diecisiete recibieron la sentencia máxima de treinta años por su participación en el secuestro y homicidio de las víctimas. Entre los condenados a sentencia máxima, cuatro eran miembros de la Policía Metropolitana de Caracas según informó el Ministerio Público.
Lennon Gandica, también conocido como "El Gordo Lennon", señalado como el autor material de la muerte de los hermanos Faddoul y de haber participado en el secuestro y posterior asesinato del empresario ítalo-venezolano Filippo Sindoni, fue capturado por efectivos de Poliaragua el 18 de julio de 2015 durante una redada efectuada en la población de Guanayén, al sur del estado Aragua. Lennon fue asfixiado en el centro de atención al detenido en Alayón, Maracay. En 2017, el banquero Eligio Cedeño responsabilizó al coronel de la Guardia Nacional Bladimir Lugo de estar involucrado en el secuestro de los hermanos Faddoul y el secuestro de su hija en 2005, cuando el tribunal de juicio ordenó su investigación.